# 瓦尔弗勒里
瓦尔弗勒里（法語：Valfleury，法語發音：[valflœʁi]）是法国卢瓦尔省的一个市镇，位于该省东南部，属于圣艾蒂安区。

## 地理
瓦尔弗勒里（45°31'21"N, 4°29'33"E）面积8.77 平方千米，位于法国奥弗涅-罗讷-阿尔卑斯大区卢瓦尔省，该省份为法国中南部省份，北起顺时针与索恩-卢瓦尔省、罗讷省、伊泽尔省、阿尔代什省、上盧瓦爾省、多姆山省和阿列省接壤。
与瓦尔弗勒里接壤的市镇（或旧市镇、城区）包括：塞略、沙尼翁、雅雷地区圣克里斯托、雅雷地区圣罗曼。
瓦尔弗勒里的时区为UTC+01:00、UTC+02:00（夏令时）。

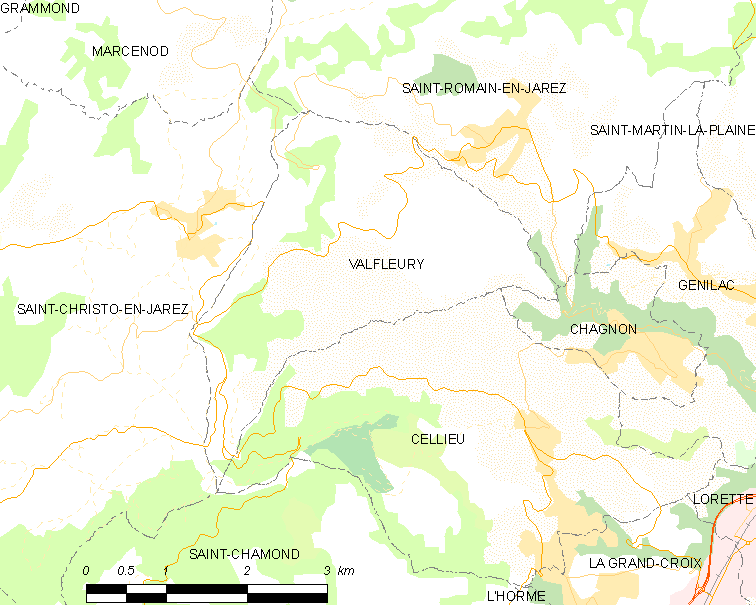
瓦尔弗勒里的OSM定位图

## 行政
瓦尔弗勒里的邮政编码为42320，INSEE市镇编码为42320。

## 政治
瓦尔弗勒里所属的省级选区为索尔比耶县。

## 交通
卢瓦尔省省道D2线和D106线在镇中心交汇，D6线经过北部。

## 人口

1962-2008年间瓦尔弗勒里人口变化图示

瓦尔弗勒里于2022年1月1日时的人口数量为710人。